# 김항규
김항규(金恒圭, 1881년 11월 11일 ~ 1948년 12월 13일)는 대한제국 독립운동가이다. 호(號)는 계방(桂邦).

## 생애

### 대한 독립 운동 투신
한성부 종로방 계동 76번지에서 출생하였으며 지난날 한때 경상남도 밀양에서 잠시 유아기를 보낸 적이 있고 그 후 전라남도 광양에서 잠시 유년기를 보낸 적이 있는 그는 1899년 12월에서 1905년 12월까지 대한제국 하급 관료(경기도 연천군 군서기관) 직책을 지낸 그는 1905년 12월 하급 관료 직책을 그만둔 후 1919년 경기도 개풍에서 3·1 대한 독립 만세 운동에 참가하였으며 그 후 1927년 2월 홍명희(洪命熹)·안재홍(安在鴻) 등은 민족협동단일전선체로서 신간회(新幹會)를 발족시킨 뒤, 이미 비타협적 민족주의자들과 서울청년회계(系) 사회주의자들과의 협동전선체적 성격을 띠고서 1926년 7월에 발족해 있던 조선민흥회(朝鮮民興會)측과의 합동 교섭을 개시하여, 민흥회측이 신간회로 합류한다는 합의를 얻어내고 성공적인 합동을 기하게 되었다.
이때 민흥회 측 대표 5인 중의 1인이던 그는 신간회로 합류한 뒤 1927년 12월 신간회 경성지회(京城支會)의 서무부 총무간사로, 1929년 7월 중앙상무위원과 조직부장으로 임명되었다.

### 신간회 폐지 이후와 조선 광복 목도
1929년 12월 그는 신간회의 다른 간부들과 함께 광주학생운동을 옹호, 지원하기 위한 민중대회를 서울 안국동(安國洞)에서 개최키로 결정하여 행사 계획을 세우고 준비를 하던 중 일경의 사전 검속으로 끝내 실패하고 말았다.
그 후 1930년 11월 신간회 제4회 중앙집행위원회 석상에서 신간회 서기장 겸 서무부장(新幹會 書記長 兼 庶務部長)에 임명되어 1931년 2월에 신간회가 폐지 및 해체되는 시절 마지막 순간까지 신간회 폐지론을 반대하고 조직을 보위하기 위한 활동을 계속하였다. 그 후 1945년 경성 마포에서 8·15 조선 광복을 목도하였다.

## 사후
대한민국 정부에서는 고인의 공훈을 기리고자 1993년 3월 1일을 기하여 대한민국 건국포장을 추서하였다.